# 1991 雲仙・普賢岳 〜避難勧告を継続せよ〜
『1991 雲仙・普賢岳 〜避難勧告を継続せよ〜』は、2011年6月4日に放送されたNHK制作のドキュメンタリードラマである。初回放送2011年6月4日放送。

## 概要
1991年に起こった雲仙普賢岳の噴火、土石流による災害を当時の関係者のインタビューとニュース映像と再現のドラマを交えながら描く。従来のドキュメンタリードラマの様な実際のニュース映像と再現ドラマの区切りをあえて無くす事で臨場感を出すという試みをしたという。

## スタッフ・キャスト
- 脚本：斉藤樹実子
- 演出：塙幸成、ジェローム・コルノー
- 音楽：オリヴィエ・フロリオ
- 演奏：NHK交響楽団

### ドラマ再現主要キャスト
- 不破万作
- 野村信次
- 大浦龍宇一
- マティアス・ムレクス
- クロード・ペロン
- 児玉頼信
- 菊池均也
- 大竹周作
- 福田信昭
- 近藤強
- ブレイク・クロフォード

- 語り：上田早苗

### 実際の出演者
- 太田一也（九州大学名誉教授）
- 鐘ヶ江管一（元島原市長）

## 国際版・カティアとモーリス 〜雲仙・普賢岳に挑んだ夫婦
『カティアとモーリス 〜雲仙・普賢岳 火砕流に挑んだ夫婦〜』（英題：Volcano Devils）は、国際共同制作のドラマ。2011年製作。日本ではBSプレミアムで放送された海外向き国際版である。普賢岳で調査中に死亡したクラフト夫妻をより多く描かれているという。国際版の監督はジェローム・コルノー。悲劇のクラフト夫妻を演じるのはフランス人俳優のマティアス・ムレクス（『戦場のキックオフ』、『王立警察 ニコラ・ル・フロック』）とクロード・ペロン（『ベルニー』、『そして愛に至る』）。
クラフト夫妻
- マティアス・ムレクス：モーリス・クラフト（夫）
- クロード・ペロン：カティア・クラフト（妻）

製作国
- NHK（日本）France2・BORÉALES（フランス）

放送参加局国
- National Geographic（アメリカ）
- RAI（イタリア）
- Canal+（スペイン）
- TSR（ベルギー）
- TS（スロベニア）
- NRK（ノルウェー）ほか